# 塩野半十郎
塩野 半十郎（しおの はんじゅうろう、1898年 - 1984年9月27日）は、日本の農民考古学者・陶芸家。
東京府西多摩郡（現・東京都あきる野市）出身。農業の傍ら遺跡発掘に従事し、多摩丘陵を中心とした発掘活動において中心的な役割を果たし、縄文時代研究に大きく貢献した。また、岩手藤沢野焼祭において審査委員を務めた縁で、同祭には「塩野半十郎大賞」が設けられた。晩年、東京国立博物館に発掘品の大半を寄贈した。他に、東京秋川市文化財保護審議委員などの要職を歴任した。
1975年、長年の遺跡調査の功績により、勲六等瑞宝章を受章した。1983年には所蔵品の全てを東京国立博物館に寄贈した。